# ساندرا وسرمن
 ساندرا وسرمن (انگلیسی: Sandra Wasserman؛ زاده ۱۰ مارس ۱۹۷۰) یک تنیس‌باز اهل بلژیک است.